# Naufragio del Wonder Sea
El 19 de julio de 2025, el barco turístico Wonder Sea naufragó debido a fuertes vientos durante una tormenta repentina en la bahía de Ha Long, Vietnam, causando la muerte de 37 personas. Diez personas fueron rescatadas con heridas leves y dos siguen desaparecidas. El hundimiento ocurrió durante un recorrido turístico, y se inició una operación de rescate tras perderse contacto con el barco.

## Antecedentes
Wonder Sea, también conocido como Vịnh Xanh 58, era un barco de navegación interior especializado en servicios turísticos en la bahía de Hạ Long, provincia de Quảng Ninh, Vietnam. El buque fue registrado oficialmente por el Departamento de Transporte de Quảng Ninh el 21 de mayo de 2015.

## El naufragio
Aproximadamente a las 12:55 p. m. (UTC +7) del 19 de julio de 2025, el Wonder Sea, con matrícula QN-7105,   zarpó en un recorrido turístico por la bahía de Ha Long, con 46 pasajeros y tres tripulantes a bordo.  Según el itinerario previsto, el capitán y propietario, Đoàn Văn Trình, debía llevar a los pasajeros a varios lugares emblemáticos de la bahía, como el islote Chó Đá, el islote Đỉnh Huơng, el islote Gà Chọi, la cueva Sửng Sốt, la cueva Luồn y la isla Ti Tốp. La duración del recorrido es de aproximadamente seis horas, con una distancia total de unos 35 kilómetros. 
La tormenta fue precedida por la llegada de la tormenta tropical Wipha.  El director del Centro Nacional de Pronóstico Hidrometeorológico, Mai Văn Khiêm, dijo que las dos tormentas no estaban relacionadas y que la tormenta era local.   Los pasajeros eran todos vietnamitas y en su mayoría familias de Hanoi.  
Alrededor de la 1:30 p. m., cuando el barco pasaba al este de la cueva Đầu Gỗ, ráfagas de viento y fuertes lluvias hicieron que el barco volcara y se perdió el contacto con él.   

## Rescate
Tras recibir informes del hundimiento, las autoridades de Quảng Ninh iniciaron una operación de rescate inmediata, movilizando unidades militares, guardias fronterizos, policía fluvial, fuerzas especiales navales y equipos locales de búsqueda y rescate, junto con decenas de embarcaciones de rescate y pescadores. El lugar del accidente se encontraba aproximadamente a tres millas náuticas de la costa. Sin embargo, las condiciones meteorológicas, con fuertes lluvias, mar gruesa y poca visibilidad, dificultaron el acceso al lugar. 
Para las 17:00 del 19 de julio, los rescatistas habían rescatado a diez personas; siete fueron rescatadas por guardias fronterizos y tres por pescadores locales. El número de supervivientes aumentó posteriormente a doce, mientras que el de muertos llegó a 28, incluidos ocho niños. Un niño de 14 años sobrevivió cuatro horas en la timonera del barco, donde aún había oxígeno.  Dos personas fallecieron posteriormente en el hospital.
En la mañana del 21 de julio, los rescatistas encontraron el cuerpo de un niño de seis años cerca de la isla de Ti Tốp .  El 22 de julio, los rescatistas encontraron el cuerpo de un hombre de 46 años. 